# Caragana frutex
Caragana frutex là một loài thực vật có hoa trong họ Đậu. Loài này được (L.) K.Koch miêu tả khoa học đầu tiên.